# Базл (тауншип, Миннесота)
Базл (англ. Buzzle) — тауншип в округе Белтрами, Миннесота, США. На 2000 год его население составило 286 человек.

## География
По данным Бюро переписи населения США площадь тауншипа составляет 93,7 км², из которых 90,3 км² занимает суша, а 3,3 км² — вода (3,57 %).

## Демография
По данным переписи населения 2000 года здесь находились 286 человек, 114 домохозяйств и 81 семья.  Плотность населения —  3,2 чел./км².  На территории тауншипа расположено 134 постройки со средней плотностью 1,5 построек на один квадратный километр. Расовый состав населения: 98,95 % белых, 0,70 % афроамериканцев и 0,35 % приходится на две или более других рас. Испанцы или латиноамериканцы любой расы составляли 0,35 % от популяции тауншипа.
Из 114 домохозяйств в 26,3 % воспитывались дети до 18 лет, в 64,0 % проживали супружеские пары, в 3,5 % проживали незамужние женщины и в 28,9 % домохозяйств проживали несемейные люди. 22,8 % домохозяйств состояли из одного человека, при том 9,6 % из — одиноких пожилых людей старше 65 лет. Средний размер домохозяйства — 2,51, а семьи — 2,94 человека.
21,7 % населения — младше 18 лет, 9,8 % — в возрасте от 18 до 24 лет, 25,9 % — от 25 до 44, 28,3 % — от 45 до 64, и 14,3 % — старше 65 лет. Средний возраст — 41 год. На каждые 100 женщин приходилось 110,3 мужчин.  На каждые 100 женщин старше 18 приходилось 105,5 мужчин.
Средний годовой доход домохозяйства составлял 25 000 долларов, а средний годовой доход семьи —  26 071 доллар. Средний доход мужчин —  22 500  долларов, в то время как у женщин — 22 143. Доход на душу населения составил 17 151 доллар. За чертой бедности находились 21,3 % семей и 25,7 % всего населения тауншипа, из которых 27,6 % младше 18 и 33,3 % старше 65 лет.